# Hakea victoria
Hakea victoria är en tvåhjärtbladig växtart som beskrevs av Drumm.. Hakea victoria ingår i släktet Hakea och familjen Proteaceae. Inga underarter finns listade i Catalogue of Life.